# NGC 1297
NGC 1297 è una galassia lenticolare situata nella costellazione dell'Eridano, a una distanza di circa 69 milioni di anni luce dalla nostra Via Lattea.

## Scoperta
La galassia è stata scoperta nel febbraio 1885 dall'astronomo statunitense Edward Barnard.

## Descrizione
NGC 1297 è stata utilizzata da Gérard de Vaucouleurs come esempio del tipo morfologico SA0+ pec nel suo atlante delle galassie.

## Gruppo di NGC 1300
NGC 1297 fa parte del Gruppo di NGC 1300, un raggruppamento di galassie costituito da almeno 4 membri. Oltre a NGC 1300, le altre galassie del gruppo sono PGC 12680 e ESO 549-5.
Il gruppo di NGC 1300 fa parte dell'Ammasso di Eridano.